# Řečové postižení
Řečové postižení je jakákoliv porucha řečového ústrojí, tzn. hlasivek či hrtanu, která se projevuje špatnou mluvou či dokonce neschopností mluvit – němotou. Řečové poruchy se také mohou projevit špatným nacházením slov, např. afázií[zdroj⁠?!], zrychlenou mluvou nebo třeba koktavostí. Existují rovněž řečová postižení, která se projevují špatnou výslovností některých písmen, zejména souhlásky r.

## Řečová postižení v dětském věku a léčba
Dětský věk je ideální pro rozvoj jazykových dovedností, a proto je nutné, aby se s dětmi minimálně do šesti let hodně mluvilo. Děti, které vyrůstaly bez nedostatečných zvukových vjemů mohou poté mít problém s nedostatečnou slovní zásobou. Avšak i u dětí se mohou vyskytnout různé poruchy, které je už nutno léčit přes logopeda. Patří sem špatné vyslovování hlásek r, ř a l. Mezi jiné řečové vady patří rovněž drmolení a koktavost nebo špatná artikulace. Tato postižení je nutno léčit co nejdříve, jelikož v dospělém věku se odbourávají hůře než v dětském.

## Řečové postižení způsobená úrazem
Jedná se již o nevratná nebo špatně léčitelná postižení, které se neléčí přes logopeda, ale je zde nutná i lékařská pomoc. Poruchy řeči způsobené nemocemi a úrazem mohou být například špatně provedená operace štítné žlázy, při níž může dojít k narušení hlasivek, a tím pádem i poškození hlasového ústrojí, což může mít za následek i němotu. Dalším problémem může být rovněž také zhoubný nádor hlasivek a hrtanu. Člověka může připravit o řeč i závažné poranění jazyka.